# Chan Zuckerberg Initiative
Chan Zuckerberg Initiative ( CZI ) es una sociedad de responsabilidad limitada (LLC) propiedad de Mark Zuckerberg y su esposa Priscilla Chan. Su creación fue anunciada el 1 de diciembre de 2015. El objetivo declarado de la Iniciativa Chan Zuckerberg es «promover el potencial humano y promover la igualdad en áreas como la salud, la educación, la investigación científica y la energía». 

## Actividades

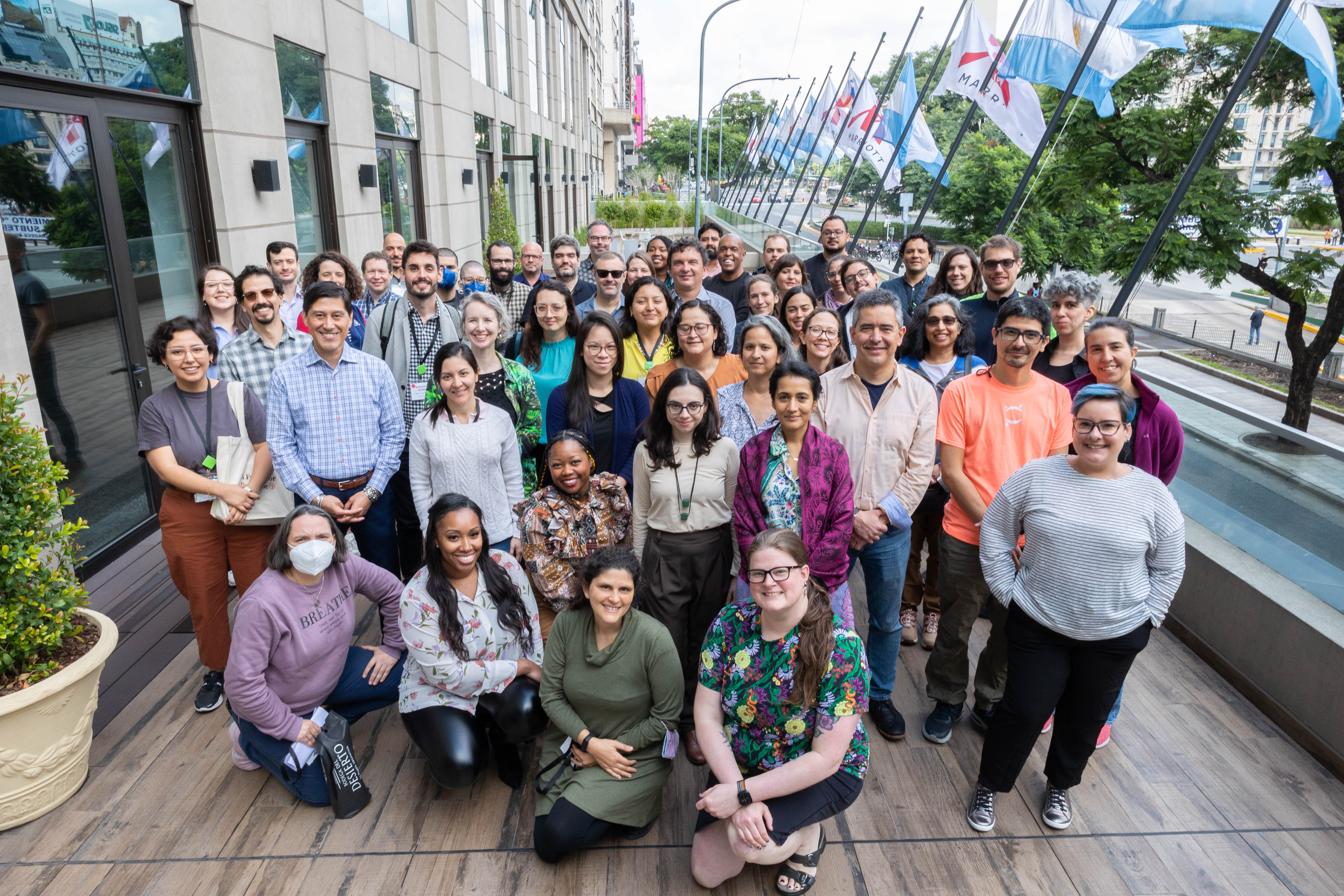
Grupo de participantes y organizadores del taller CZI Latin America en Buenos Aires, Argentina, en abril de 2023.

### Educación
En 2016 CZI invirtió 24 millones de dólares en Andela, una startup centrada en la formación de desarrolladores de software en África a través de un campamento de entrenamiento de cuatro años y un programa de becas que vinculaba a sus alumnos con empresas estadounidenses. CZI lideró la financiación Serie B de la empresa. 
El 8 de septiembre de 2016, la startup india de educación Byju anunció que había recaudado 50 millones de dólares en una ronda codirigida por CZI y Sequoia Capital, junto con los inversores Sofina, Lightspeed Venture Partners y Times Internet. Se recaudaron fondos para impulsar su expansión internacional.
El 6 de marzo de 2018, Harvard Gazette informó que CZI dedicaría 30 millones de dólares al proyecto Reach Every Reader. Tanto el presidente de Harvard, Drew Gilpin Faust, como el presidente del MIT, Leo Rafael Reif, fueron citados en el artículo, así como Priscilla Chan, Dean James E. Ryan de HGSE y Sanjay Sarma del MIT.
Además CZI financió una plataforma de aprendizaje en línea gratuita, Summit Learning, basada en una filosofía de aprendizaje personalizado.

### Investigación científica
La primera adquisición de CZI en el ámbito de la investigación científica se produjo en enero de 2017 con la adquisición de Meta Inc., un motor de búsqueda de literatura científica sobre inteligencia artificial de Toronto (Canadá). Curiosamente, su nombre coincidiría con la nueva matriz de Facebook, dada a conocer en 2020. En efecto, ya en septiembre de 2016, CZI había anunciado su programa científico, Chan Zuckerberg Science, con inversiones previstas de 3.000 millones de dólares durante la década siguiente. Cornelia Bargmann, de la Universidad Rockefeller, fue presentada como la primera presidenta del sector científico, a partir del 1 de septiembre de 2016. El objetivo del programa era ayudar a curar y/o prevenir todas las enfermedades para el año 2100. Un total de 600 millones de dólares de los 3.000 millones de dólares proyectados estarían destinados al Biohub de la Universidad de California en San Francisco, con la idea de facilitar la colaboración entre científicos de la Universidad de California en San Francisco; Universidad de California, Berkeley; Universidad Stanford; y otras universidades de la región, así como ingenieros y otros profesionales. La financiación dedicada es aproximadamente el 2 % del presupuesto de los NIH asignado a la investigación básica durante el mismo período. Cualquier patente generada en Biohub sería propiedad conjunta de Biohub y la institución de origen del descubridor.

## Fiscalidad
La Iniciativa Chan Zuckerberg no es un fondo caritativo ni una fundación privada, sino una sociedad de responsabilidad limitada, que puede tener fines de lucro, puede gastar dinero en lobby, puede hacer donaciones políticas y no necesita revelar el salario de sus cinco ejecutivos principales. Tiene menos requisitos de transparencia en comparación con un fideicomiso benéfico. Bajo este marco legal, como escribió Forbes, «Zuckerberg seguirá controlando las acciones de Facebook en poder de la Iniciativa Chan Zuckerberg».